# Баньяи, Иштван
Иштван Баньяи (венг. Bányai István; 27 февраля 1949[…], Будапешт — 15 декабря 2022) — венгерский и американский иллюстратор и аниматор.

## Биография
Родился в пригороде Будапешта. Отец — железнодорожный инженер, мать — школьная учительница.
Получил степень бакалавра в Университете искусств и дизайна имени Мохой-Надя. Переехал во Францию в 1973 году, затем в Соединённые Штаты Америки в 1981 году, жил в Лос-Анджелесе и Нью-Йорке, затем — в сельской местности в штате Коннектикут.
Баньяи умер от рака лёгких в больнице в Харрисоне, штат Нью-Йорк, 15 декабря 2022 года в возрасте 73 лет.

## Творчество
В 1973 году после окончания университета работал графическим дизайнером, создавал постеры к фильмам, обложки для грампластинок и рекламные объявления. Мультфильм группы «Битлз» «Жёлтая подводная лодка» вдохновил его на создание собственного сюрреалистического мультфильма «Гоббл-Гоббл» о ненасытном человеке, который становится абсурдно огромным, съедая сначала блюда в ресторане, затем автомобили, здания и, в конце концов, звёзды на небесах.
В 1995 году Баньяи выпустил свою первую детскую книгу «Зум», которая состояла только из картинок. Признанная New York Times и Publishers Weekly одной из лучших детских книг года, «Зум» вскоре была опубликована на 18 языках.
Впоследствии он написал четыре книги и проиллюстрировал многие прочие в сотрудничестве с другими писателями и поэтами.
«Приятно познакомиться с группой практически бессловесных книг, которые приглашают детей взглянуть на свой мир с точки зрения, которую они, возможно, иначе не рассматривали. Самый потрясающий — это „Зум“, написанный — или, скорее, придуманный, а затем проиллюстрированный — Иштваном Баньяи».
Баньяи также создавал иллюстрации для журналов The New Yorker, Playboy, Rolling Stone, Time и The Atlantic Monthly; обложки для Sony и Verve Records; и короткометражные анимационные фильмы для Nickelodeon и MTV Europe.
Он описывал свoе искусство как «органичное сочетание венского ретро рубежа веков, смешанного с американской попсой, немного европейского абсурда добавлено для аромата, подано в мультяшной цветовой палитре… никакого социального реализма добавлено не было».

## Книги
- Zoom (New York: Viking Press, 1995)
- Re-Zoom (New York: Penguin Group, 1998)
- REM: Rapid Eye Movement (New York: Viking Press, 1998)
- Delzell, Tom. The Slang of Sin (Merriam Webster, 1998)
- Sandburg, Carl. Poems for Children: Nowhere near Old Enough to Vote (Random House, 1999)
- Minus Equals Plus introduction by Kurt Andersen (New York: Abrams, 2001)
- The Other Side (Chronicle Books, 2005)
- Wiedemann, Julius, ed.Illustration Now! (Köln: Taschen, 2005)
- Park, Linda Sue. Tap Dancing on the Roof (Clarion Books, 2007)

## Анимация
- Gobble-Gobble (1976)
- Zoom (1998)

## Награды
- Ten Best Books of the Year, New York Times Book Review, 1995
- International Reading Association (IRA) Children’s Choices Award,1997[8]
- Publishers’s Weekly, Best Books, 1995
- American Illustration Cover, No18, ноябрь 1999
- Professor Emeritus", Moholy Nagy Academy of Art, Budapest, 2005
- The Society of illustrators, Best illustrated childrenbook, The Other Side, Gold Medal, 2007
- 3x3 Silver Medal, 2008
- Notable Children’s Books, Committee of the Association for Library Service to Children[9]

## Статьи
- Mark Vallen, Illustrating War, Foreign Policy in Focus, 18 March 2009[10]
- Patricia McCormick, All Things Considered 12 November 1995, The New York Times[11]
- Sean Kelly, Spring Children’s Books: Stuff and Nonsense 16 May 1999, The New York Times[12]
- School Library Journal[13]
- Step Inside Design[14]
- Hungary: an open book[15]

## Выставки
- Stranger in a Strange Land, Retrospective solo exhibition in the Norman Rockwell Museum, Massachusetts, 2013[16]
- Artists Against The War, Society of Illustrators, New York, January 2008[17]
- Illuminare Design Week Budapest. Hungary, 2005
- Wordless book Festival, Kyoto, Japan, 2005
- America Illustrated or the Best Contemporary American Illustrators, Teatrio association together with the Italian Foreign Affairs Department and the Embassy of the United States of America. Catalogue Cover Art, Published by Associazione Culturale Teatrio. Italy, 2000
- Eastern European illustrators for The New York Times Op-Ed. SVA, New York, 1998

## Творческое влияние
В 2015 году The Other Side («Другая сторона») Иштвана Баньяи была переосмыслена компанией Mental Canvas как трёхмерная интерактивная книга.